# MOBO Awards
Els premis MOBO (Music of Black Origin) són uns premis anuals de la música britànica que reconeix els èxits de la «música negra» com ara hip-hop, grime, UK Drill, R&B contemporani, soul, reggae, jazz, gospel i música africana.

## Història
Els premis MOBO van ser fundats per l'empresària Kanya King, i el primer premi MOBO es va lliurar al grup Baby D. Els premis inaugurals van ser emesos per Carlton Television des de Londres. Al llarg de la seva història, els premis MOBO s'han emès per Channel 4, BBC Television, ITV2 i Channel 5 abans de tornar a la BBC el 2020. L'any 2009 la cerimònia es va celebrar per primera vegada a Glasgow. Més endavant, els premis es van traslladar a Leeds el 2015 i a Sheffield el 2024.
Al llarg de la seva història, la gala dels premis MOBO ha estat testimoni de les actuacions d'artistes com Janet Jackson, E-17, Destiny's Child, Dionne Warwick, Lisa Maffia, Justin Timberlake, Kanye West, Tina Turner, Rosie Gaines, Dizzee Rascal, Jay-Z, LL Cool J, Amy Winehouse, Stefflon Don, Coolio, Usher, John Legend, Jason Derulo i Jessie J.
Els MOBO s'han enfrontat a crítiques per haver-se orientat cada cop més cap a la música urbana «comercial» i haver donat nominacions i premis a músics que no són negres. L'any 2003, va sorgir una iniciativa de boicot després que els músics pop estatunidencs Justin Timberlake i Christina Aguilera guanyessin els premis al millor disc de R&B i al millor videoclip respectivament. The Independent va descriure les victòries com el resultat de «l'apropiació blanca de la música negra». Un portaveu dels premis MOBO va defensar la seva presència, afirmant que els premis estaven dissenyats per a honrar els èxits en la música d'origen negre, independentment de l'ètnia dels seus intèrprets, i va citar el creixement mundial de la música urbana en aquell moment.
El 2011, Lanre Bakare va escriure a The Guardian que els premis es veien afectats per la dissolució de la indústria musical en l'escena de la música negra, promocionant-la al gran públic com a música popular «fabricada» de matriu estatunidenca. A la columna es va assenyalar que Labrinth havia criticat les nominacions de Conor Maynard i Ed Sheeran per als premis.

## Premis
| Núm. | Data             | Primera emissió  | Millor àlbum                                                          | Millor senzill                                              | Premis honorífics                      | Emissora                                       | Presentador(s)                                 | Lloc                        |
| ---- | ---------------- | ---------------- | --------------------------------------------------------------------- | ----------------------------------------------------------- | -------------------------------------- | ---------------------------------------------- | ---------------------------------------------- | --------------------------- |
| 1    | 18 novembre 1996 | 21 novembre 1996 | Timeless – Goldie                                                     | "Give Me a Little More Time" – Gabrielle                    | Lionel Richie Jazzy B                  | Carlton Television (ITV)                       | Sonya Saul                                     | New Connaught Rooms, London |
| 2    | 10 novembre 1997 | 13 novembre 1997 | Travelling Without Moving – Jamiroquai                                | "I Wanna Be the Only One" – Eternal ft. BeBe Winans         | Bootsy Collins Mick Hucknall           | Carlton Television (ITV)                       | Lisa I'Anson                                   | New Connaught Rooms, London |
| 3    | 14 octubre 1998  | 15 octubre 1998  | Colours – Adam F                                                      | "Freak Me" – Another Level                                  | BB King Sean Combs                     | Channel 4                                      | Mel B i Bill Bellamy                           | Royal Albert Hall           |
| 4    | 6 octubre 1999   | 7 octubre 1999   | Prodigal Sista – Beverley Knight                                      | "My Love" – Kele Le Roc                                     | Tina Turner Erskine Thompson           | Channel 4                                      | Mel B i Wyclef Jean                            | Royal Albert Hall           |
| 5    | 4 octubre 2000   | 5 octubre 2000   | Rise – Gabrielle                                                      | "Fill Me In" – Craig David                                  | LA Reid Aswad                          | Channel 4                                      | Lisa 'Left Eye' Lopes i Trevor Nelson          | Alexandra Palace            |
| 6    | 4 octubre 2001   | 6 octubre 2001   | 8701 – Usher                                                          | "Independent Women Part 1" – Destiny's Child                | Luther Vandross R Kelly                | Channel 4                                      | Trevor Nelson i Kelis                          | London Arena                |
| 7    | 1 octubre 2002   | 3 octubre 2002   | Songs In A Minor – Alicia Keys                                        | "It Takes More" – Ms Dynamite                               | Chaka Khan Jimmy Cliff Street Politiks | Channel 4                                      | Alesha Dixon i LL Cool J                       | London Arena                |
| 8    | 25 setembre 2003 | 4 octubre 2003   | Get Rich Or Die Tryin' – 50 Cent                                      | "In Da Club" — 50 Cent                                      | George Benson Kool & The Gang Lil' Kim | Channel 4                                      | Lil' Kim i Blu Cantrell                        | Royal Albert Hall           |
| 9    | 30 setembre 2004 | 6 octubre 2004   | The College Dropout – Kanye West                                      | "Thank You" – Jamelia                                       | Anita Baker Janet Jackson              | BBC One                                        | Mos Def                                        | Royal Albert Hall           |
| 10   | 22 setembre 2005 | 23 setembre 2005 | Time To Grow – Lemar                                                  | "Pow! (Forward)" – Lethal B                                 | Public Enemy Bob Marley & The Wailers  | BBC One                                        | Gina Yashere i Akon                            | Royal Albert Hall           |
| 11   | 20 setembre 2006 | 22 setembre 2006 | N/D                                                                   | "Déjà Vu" – Beyoncé                                         | Sam Moore Anti-Slavery International   | BBC One (highlights) BBC Three (live coverage) | Gina Yashere i Coolio                          | Royal Albert Hall           |
| 12   | 19 setembre 2007 | 19 setembre 2007 | N/D                                                                   | "Because Of You" – NeYo                                     | N/D                                    | BBC One (highlights) BBC Three (live coverage) | Jamelia i Shaggy                               | The O2 Arena                |
| 13   | 15 octubre 2008  | 15 octubre 2008  | Spirit – Leona Lewis                                                  | "American Boy" – Estelle                                    | Mary Wilson                            | BBC One (highlights) BBC Three (live coverage) | Mel B i Rev. Run                               | Wembley Arena               |
| 14   | 30 setembre 2009 | 30 setembre 2009 | Uncle B – N-Dubz                                                      | "Beat Again" – JLS                                          | Michael Jackson                        | BBC One (highlights) BBC Three (live coverage) | Reggie Yates i Keri Hilson                     | SEC Centre                  |
| 15   | 20 octubre 2010  | 20 octubre 2010  | JLS – JLS                                                             | "Playing With Fire" – N-Dubz ft. Mr Hudson                  | Billy Ocean                            | BBC One (highlights) BBC Three (live coverage) | Alesha Dixon i Reggie Yates                    | Echo Arena Liverpool        |
| 16   | 5 octubre 2011   | 5 octubre 2011   | Who You Are – Jessie J                                                | "Do It Like A Dude" – Jessie J                              | Boyz II Men                            | BBC One (highlights) BBC Three (live coverage) | Alesha Dixon i Jason Derulo                    | SEC Centre                  |
| 17   | 3 novembre 2012  | 3 novembre 2012  | Our Version of Events – Emeli Sandé                                   | "Earthquake" – Labrinth ft. Tinie Tempah                    | Dionne Warwick TLC                     | BBC One (highlights) BBC Three (live coverage) | Miquita Oliver i Adam Deacon                   | Echo Arena Liverpool        |
| 18   | 19 octubre 2013  | 19 octubre 2013  | Home – Rudimental                                                     | "La La La" – Naughty Boy                                    | Stephen Lawrence Trust                 | BBC One (highlights) BBC Three (live coverage) | Trevor Nelson i Sarah-Jane Crawford            | SSE Hydro                   |
| 19   | 22 octubre 2014  | 22 octubre 2014  | In the Lonely Hour – Sam Smith                                        | "Stay with Me" – Sam Smith                                  | Idris Elba (Inspiration)               | ITV2 (live coverage) ITV (deferred)            | Mel B i Sarah-Jane Crawford                    | Wembley Arena               |
| 20   | 4 novembre 2015  | 4 novembre 2015  | The Long Way Home – Krept and Konan                                   | "Shutdown" – Skepta                                         | Lenny Henry CeeLo Green                | ITV2 (live coverage) ITV (deferred)            | Sarah-Jane Crawford                            | First Direct Arena          |
| 21   | 4 novembre 2016  | 4 novembre 2016  | Made in the Manor – Kano                                              | "Robbery (remix)" – Abra Cadabra ft. Krept &amp; Konan      | Nicola Adams Ms. Dynamite              | ITV2 (live coverage) ITV (deferred)            | Rickie Haywood-Williams i Melvin Odoom         | SSE Hydro                   |
| 22   | 29 novembre 2017 | 29 novembre 2017 | Gang Signs &amp; Prayer – Stormzy                                     | "Did You See" – J Hus                                       | Idris Elba (Paving The Way)            | Channel 5 (deferred) BET (highlights)          | Maya Jama i Marvin Humes                       | First Direct Arena          |
| 23   | 9 desembre 2020  | 9 desembre 2020  | Crabs in a Bucket – Nines                                             | "Don't Rush" – Young T &amp; Bugsey feat. Headie One        | Steve McQueen                          | YouTube (live coverage) BBC One (highlights)   | Maya Jama i Chunkz                             | Virtual                     |
| 24   | 5 desembre 2021  | 8 desembre 2021  | We're All Alone In This Together – Dave                               | "Body" – Russ Millions and Tion Wayne                       | Frank Bruno (Inspiration)              | YouTube (live coverage) BBC One (highlights)   | Leigh-Anne Pinnock, Munya Chawawa i Eddie Kadi | CBS Arena, Coventry         |
| 25   | 30 novembre 2022 | 7 desembre 2022  | Alpha Place – Knucks and Sometimes I Might Be Introvert – Little Simz | "Own Brand (Baddie)" – Dreya Mac, Felixthe1st i Finch Fetti | Jamal Edwards (Paving the Way)         | YouTube (live coverage) BBC One (highlights)   | Chunkz i Yung Filly                            | Wembley Arena               |
| 26   | 7 febrer 2024    | 7 febrer 2024    | Real Back in Style – Potter Payper                                    | Sprinter – Central Cee i Dave                               | Jessica Ennis-Hill (Paving the Way)    | YouTube (live coverage) BBC One (highlights)   | Indiyah Polack i Babatunde Aléshé              | Sheffield Arena             |